# Буртичия
Бурти́чия (укр. Бурти́ччя) — река на Украине, в пределах Бердянского района Запорожской области. Левый приток Кильтичии (бассейн Азовского моря).

## Описание
Длина 25 км, площадь водосборного бассейна 166 км². Уклон реки 5,3 м/км. Долина шириной 1,5 км, глубиной до 30 м. Русло шириной до 5 м. Питание снеговое и дождевое (на весну приходится 85—90 % годового стока). В межень (лето/осень) Буртичия пересыхает. Замерзает в декабре, трогается в начале марта. Сток частично зарегулирован прудами. Используется для нужд рыбоводства и водоснабжения.

## Расположение
Буртичия берёт начало западнее села Берестовое. Течёт в пределах Приазовской возвышенности преимущественно на юг, в низовьях — на юго-запад. Впадает в Кильтичию у южной окраины села Софиевка.